# Gardner Stow
Gardner Stow (* um 1790 in Orange, Massachusetts; † nach 1853) war ein US-amerikanischer Jurist und Politiker.

## Werdegang
Gardner Stow, Sohn von Timothy Stow, wurde um 1790 im Franklin County geboren. Die Familie zog zuerst in die Town Athol im Washington County (New York). Dieser Teil wurde 1813 abgetrennt und zu der Town Warrensburg im Warren County (New York). 1802 zog die Familie nach Bolton (New York). Er ließ sich dann 1806 in Sandy Hill nieder, wo er Jura studierte. Dort machte er die Bekanntschaft mit Esek Cowen, welcher ein Mitstudent war und später Richter am Fourth Circuit Court wurde. Als Cowen seine Zulassung als Anwalt erhielt und zu praktizieren begann, setzte Stow seine Studien bei Gansevoort & Cowen in Gansevoort’s Mills (New York) fort. 1811 erhielt er seine Zulassung als Anwalt. Er begann in Elizabethtown (New York) zu praktizieren. Die Folgejahre waren vom Britisch-Amerikanischen Krieg überschattet. 1829 wurde er dort Postmeister und Essex County Treasurer. In einer Ansprache im Jahr 1834 vor einer Temperance Society in Keeseville (New York) war er the first man to advocate legislation to prohibit all traffic in intoxicating liquor, as a beverage. Später lebte er in Keeseville. Von 1838 bis 1844 war er Bezirksstaatsanwalt im Essex County. Seine Amtszeit war von der Wirtschaftskrise von 1837 überschattet. Er zog später nach Troy (New York). Der Gouverneur von New York Horatio Seymour ernannte ihn am 8. Dezember 1853 zum neuen Attorney General von New York, um die Vakanz bis zum Ende des Jahres zu füllen, die durch Rücktritt von Levi S. Chatfield entstand.
Seine Tochter Evelina Charlotte Stow (1812–1839) heiratete 1836 Sewall Sylvester Cutting (1813–1882). Ihr einziger Sohn war Gardner Stow Cutting (1838–1883).